# Ilumatobacter
Ilumatobacter es un género de bacterias grampositivas de la familia Ilumatobacteraceae. Fue descrito en el año 2009. Su etimología hace referencia a bacteria del sedimento. Son bacterias aerobias e inmóviles. Se han aislado de sedimentos de ríos y de arena del mar. 

## Taxonomía
Actualmente existen 3 especies descritas:
- Ilumatobacter coccineus
- Ilumatobacter fluminis
- Ilumatobacter nonamiensis